# Parcane
Parcane (cyr. Парцане) – wieś w Serbii, w okręgu rasińskim, w gminie Varvarin. W 2011 roku liczyła 444 mieszkańców.